# Medidep
Medidep est un groupe créé en 1993. Il gère des centres de soins médicaux pour personnes âgées, infirmes ou atteintes de maladies graves. Medidep  est coté en bourse de 1993 jusqu'à son absorption en 2006 par une société renommée par la suite Korian.

## Histoire
En 1993, Philippe Austruy, crée Medidep en achetant douze cliniques spécialisées dans la dépendance temporaire,,. Medidep se développe également dans la dépendance à plus long terme avec les ehpad (maisons de retraite médicalisées),.
Afin de financer ses futures acquisitions, Medidep est introduite en bourse sur le Nouveau Marché le 17 juillet 1998 et lève 50 millions de francs.
Medidep augmente son capital de 13,7 millions d'euros en avril 2000 et de 30 millions d'euros en mars 2001. La société Medidep gère ses établissements, mais ne détient pas ses murs (immobilier). Le groupe se développe principalement par des acquisitions, mais également par l'ouverture de nouveaux établissements.
En juillet 2003, Medidep, afin de s'agrandir, s'associe avec le groupe Orpea, mais ils échouent à acheter l'entreprise Medica.
Toutefois, le même mois, Orpea, essentiellement présent dans les maisons de retraites (70 % du chiffre d'affaires), rachète les 29,3 % du capital de Medidep détenu par son fondateur Philippe Austruy. L'échange est complémentaire pour Orpea, car le groupe Medidep est surtout présent dans les cliniques de moyens séjours qui représentent la moitié du chiffre d'affaires. En octobre 2003, Philippe Austruy quitte la présidence de Medidep.
En avril 2005, Medidep « vend son activité de soins à domicile » pour 20 millions d'euros,.
En juin 2005, le président du conseil de surveillance de Medidep, Jean-Claude Marian, par ailleurs Pdg d'Orpea, est « poussé à la démission » par Colette Neuville de l'ADAM soutenu par des actionnaires (dont le fonds Amber qui détient 24 % du capital, etc.). Quelques jours plus tard, Orpea cède sa participation au capital de Medidep à des investisseurs institutionnels pour 106 millions d'euros.
En août 2005, le Groupe Suren lance une OPA sur Medidep qui la valorise 443 millions d'euros. En octobre 2006, la fusion est réalisée et le Groupe Suren se renomme Korian,,.
|                                          | 1997 | 1998  | 1999 | 2000 | 2001 | 2002 | 2003 |  | 2005  |
| ---------------------------------------- | ---- | ----- | ---- | ---- | ---- | ---- | ---- |  | ----- |
| Chiffre d'affaires (en millions d'euros) | 21   |       | 47   | 66   | 120  | 200  | 250  |  | 267   |
| Résultat net (en millions d'euros)       | 0,7  |       | 2,3  |      | 9    |      |      |  | 11    |
| Nombre d'employés                        |      |       |      |      |      |      |      |  | 4 911 |
| Nombre d'établissements                  |      | 24    |      | 67   |      |      |      |  | 92    |
| Nombre de lits                           |      | 1 882 |      |      |      |      |      |  | 7 236 |